# 레이나 블룸
레이나 블룸(Leyna Bloom)은 미국의 모델, 댄서, 배우, 사회운동가이며, 트랜스여성이다. 2021 스포츠 일러스트레이티드 수영복 특집 커버 모델로 출연하면서, 특집호 커버를 장식한 최초의 트랜스젠더 모델이 되었다. 2019년 영화 《포트 어덜리티》(Port Authority)를 통해 배우로 데뷔했다.